# Cyathea capensis
Cyathea capensis es una especie de Polypodiopsida del género Cyathea, de la familia Cyatheaceae, del orden Cyatheales.

## Taxonomía
Fue descrita científicamente por (L.fil.) J.E.Sm. Fue publicado por primera vez en J. E. Sm. (1793). In: Mém. Acad. Turin 5: 417.